# موردستان (مقاطعة فيروزآباد)
موردستان (بالفارسية: موردستان) هي قرية تقع في قسم أحمد آباد الريفي في إيران. يقدر عدد سكانها بـ 0 نسمة بحسب إحصاء 2016.